# Álszarvasbogárfélék
Az álszarvasbogárfélék (Diphyllostomatidae) a rovarok (Insecta) osztályában a bogarak (Coleoptera) rendjébe, azon belül a mindenevő bogarak (Polyphaga) alrendjébe tartozó család.

## Rendszertani felosztásuk
Diphyllostoma (Holloway, 1972)
Diphyllostoma fimbriata (Fall, 1901)
Diphyllostoma linsleyi (Fall, 1932)
Diphyllostoma nigricollis (Fall, 1901)

## Fordítás
- Ez a szócikk részben vagy egészben  a   Diphyllostomatidae című norvég Wikipédia-szócikk fordításán alapul.  Az eredeti cikk szerkesztőit annak laptörténete sorolja fel. Ez a jelzés csupán a megfogalmazás eredetét és a szerzői jogokat jelzi, nem szolgál a cikkben szereplő információk forrásmegjelöléseként.